# هتوم یکم، شاه ارمنستان
هتوم یکم، شاه ارمنستان (ارمنی: Հեթում Ա؛ زاده ۱۲۱۵ – درگذشته ۲۸ اکتبر ۱۲۷۰)،   شاه ارمنی کیلیکیه از سال ۱۲۲۶ تا ۱۲۷۰ میلادی بود. پس از وی لوون سوم به تاج و تخت ارمنستان رسید. وی فرزند کنستانتین، ارباب بیبرون و شاهزاده آلیکس از مؤسسین خاندان هتومی بود. با توجه به روابط دیپلماتیکی با امپراتوری مغول، هتوم خود عازم دربار مغولان در قراقورم مغولستان شدکه شرح سفر وی در کتاب سفر هتوم، شاه ارمنستان کوچک به مغولستان توسط یکی از همراهانش، کیراکوس گاندزاگتسی نوشته شده‌است.

## خانواده
کنستانتین، پدر هتوم، نایب السلطنه ملکه جوان زابل، ملکه ارمنستان. ایزابلا در ابتدا با فیلیپ (۱۲۲۲–۱۲۲۵)، پسر بوهموند چهارم انطاکیه ازدواج کرد. 
با این حال، کنستانتین فیلیپ را کنار گذاشت و به جای آن، ایزابلا را مجبور کرد تا با پسرش، هتوم در تاریخ ۱۴ ژوئن ۱۲۲۶ ازدواج کند تا ایزابلا و هتوم با هم حکومت کنند. این زوج شش کودک داشتند:
1. لئو دوم (درگذشت ۱۲۸۹)
2. توروس (در نبرد ماری در سال ۱۲۶۶ در مبارزه با مملوک‌ها کشته شد - توروس یک کودک به اسم ملکوم داشت.
3. سیبیلا (درگذشت ۱۲۹۰)، که با بوهموند ششم از آنتیوخ ازدواج کرد
4. یوفمی (درگذشت ۱۳۰۹)، که با جولیان گرنیور، حاکم سیدون ازدواج کرد [۳]
5. ریتا از ارمنستان، ازدواج با کنستانتین از سروانتچیار [۳]
6. ماریا، که با گای از ایبلین ازدواج کرد، [۳] پسرش به اسم بالدوین از ایبلین، و سنشال از قبرس
7. روبن
8. واساک

## روابط ارمنستان و مغول‌ها
هتوم یکی از بازیکنان اصلی در مبارزات سیاسی و تغییرات در اتحادهای گذشته در سرتاسر جنگ‌های صلیبی بود، به دلیل اینکه ارمنی‌ها باهمه طرفها رابطه داشتند. آنها در درجه اول با اروپایی‌ها همسویی داشتند، اما در زمان سلطنت هتوم، امپراتوری مغول‌ها که به سرعت در حال گسترش بودند، تبدیل به یک نگرانی شد.
در حالیکه که مغول‌ها به مرزهای کاپادوکیا و کیلیکیه نزدیک شدند، پادشاه هتوم تصمیم استراتژیک خود مبنی بر تن دادن به اینکه مغول‌ها روابط خارجی‌اش را کنترل کنند گرفت و برادرش سمپات را به دربار مغول در قراقورم فرستاد. در آنجا، سمپات با خان بزرگ گویوک آشنا و در سال ۱۲۴۷ یک توافق رسمی را به تصویب رساند که در آن پادشاهی ارمنی کیلیکیه به عنوان یکی از کشورهای تحت کنترل امپراتوری مغول در نظر گرفته می‌شد.
در سال ۱۲۵۴، هتوم خود از طریق آسیای میانه به مغولستان سفر کرد تا توافقنامه‌اش را تجدید نماید. او در این سفر از کشورهای ترکی از شرق آسیای صغیر، اردوگاه مغولها در کارس در ارمنستان بزرگ، دروازه آهنین دربند در ساحل غربی دریای خزر، و از آنجا، از شرق آسیا به قراقورم رفت.
شرح سفر وی در کتاب سفر هتوم، شاه ارمنستان کوچک به مغولستان توسط یکی از همراهانش، کیراکوس گاندزاگتسی نوشته شده‌است. این کتاب به زبان‌های روسی، فرانسوی، انگلیسی و چینی ترجمه شده‌است. دلیل اهمیت، نگارش مشاهداتش در خصوص فرهنگ، جغرافیای و همچنین حیات وحش چین، و همچنین مشاهداتش در مورد مغولها، بوداییها بود.
در راه برگشت از قراقورم او از سمرقند در شمال ایران نیز گذر کرد. هتوم دیگر حاکمان را به شدت تشویق به الگو برداری از تصمیمات خود می‌کرد و اینکه تن به مغول‌ها بدهند اما تنها نفری که اینکار را انجام داد دامادش، بوهماند ششم بود.
در سال ۱۲۷۰ هتوم به نفع پسرش لئو کنار کشید و بقیه عمر خود را در یک صومعه بعنوان یک راهب گذراند.